# Flèche du Sud
La Flèche du Sud es una carrera ciclista luxemburguesa creada en 1949 y que forma parte del UCI Europe Tour desde 2005, en categoría 2.2. Está abierta a los equipos continentales profesionales luxemburgueses, a los equipos continentales, a los equipos nacionales y a los equipos regionales. Los UCI WorldTeam no pueden participar.

## Palmarés
| Año       | Ganador              | Segundo                  | Tercero           |
| --------- | -------------------- | ------------------------ | ----------------- |
| 1949      | Roby Bintz           | Henri Kass               | Albert Kirchen    |
| 1951      | Charly Gaul          | Léon Millet              | Roger Ludwig      |
| 1952      | Roger Ludwig         | Charly Gaul              | André Moes        |
| 1953      | Charly Gaul          | Jan Plantaz              | Martinus Cuyten   |
| 1954      | Willy Gramser        | Raymond Jacobs           | Guy Badinot       |
| 1955      | Théo Simon           | Arnold Ehlen             | Jean Fourneau     |
| 1956      | Rien Van Grinsven    | Piet De Jongh            | Claude Valdois    |
| 1957      | Camille Jost         | Dominique Zago           | Walthère Wislet   |
| 1958      | Willy Vanden Berghen | Louis Legros             | Giel Moonen       |
| 1959      | Bruno Martinato      | Günther Tüller           | Edmond Jacobs     |
| 1960      | Raymond Jacobs       | Bruno Martinato          | Edmond Jacobs     |
| 1961      | August Korte         | Raymond Jacobs           | Edmond Jacobs     |
| 1962      | Nicolas Manzo        | Willy Monty              | Ferdinand Boonman |
| 1963      | Johny Schleck        | Nicolas Manzo            | Raymond Jacobs    |
| 1964      | Edy Schutz           | Norbert Van Cauwenberghe | Henk De Jong      |
| 1965      | Edy Schutz           | Bernard Guyot            | Dieter Koslar     |
| 1966      | Ortwin Czarnowski    | Martin Gombert           | Josy Johanns      |
| 1967      | Roger Gilson         | Jan Spetgens             | Josy Johanns      |
| 1968      | Guy Boitrelle        | Martin Gombert           | Roger Gilson      |
| 1969      | Roger Gilson         | Roland Smaniotto         | Jörg Frank        |
| 1970      | Walter Burki         | Ben Jurians              | Wim De Waal       |
| 1971      | Fons van Katwijk     | Gustave Hermans          | Aad van den Hoek  |
| 1972      | Alfred Gaida         | Roby Treis               | Freddi Libouton   |
| 1973      | Erny Kirchen         | Ferdy Reuland            | Klaus Jördens     |
| 1974      | Johan Van der Meer   | Adri van Houwelingen     | Reinhold Griese   |
| 1975      | Fausto Stiz          | Jan Trybala              | Lucien Didier     |
| 1976      | Luciano Sacher       | John Van Herwerden       | Gabriele Mirri    |
| 1977      | Alf Segersall        | Mats Ericsson            | Denis Ertveldt    |
| 1978      | Alf Segersall        | Tommy Prim               | Kim Andersen      |
| 1979      | Conny Neiertz        | Moreno Argentin          | José Da Silva     |
| 1980      | Acácio da Silva      | Jean-Louis Schneiter     | Gilbert Glaus     |
| 1981      | Jean-Louis Schneiter | Stelios Vascos           | Francis Da Silva  |
| 1982      | Neil Martin          | Hakan Larsson            | Conny Neiertz     |
| 1983      | Hartmut Bölts        | Per Pedersen             | Peter Hilse       |
| 1984      | Francis Da Silva     | Bjarne Riis              | John Hansen       |
| 1985      | Wim Jennen           | Armand Van Mulken        | José Da Silva     |
| 1986      | Rob Harmeling        | Arjan Jagt               | Werner Stutz      |
| 1987      | Hans-Werner Theisen  | Pascal Triebel           | Alain Lefever     |
| 1988      | Lutz Nippen          | Stephen Spratt           | Rolf Glasner      |
| 1989      | Daniel Lanz          | Ben Spetjens             | Pascal Meyers     |
| 1990      | Alex Zülle           | Thedy Rinderknecht       | Wolfgang Lohr     |
| 1991      | Robert De Poel       | Alexandre Ivankine       | Roland Meier      |
| 1992      | Jan Ostergaard       | Jörg Paffrath            | Niklas Axelsson   |
| 1993      | Lex Nederlof         | Holger Michels           | Pascal Triebel    |
| 1994      | Wolfgang Lohr        | Koos Moerenhout          | Reto Matt         |
| 1995      | Klaus Diewald        | Reto Matt                | Patrick Moster    |
| 1996      | Marc Lotz            | Pascal Triebel           | Mickael Schlickau |
| 1997      | David Dante          | Jacques Peeters          | Karsten Kroon     |
| 1998      | Jan Ostergaard       | Stefan Rütiman           | Michele Favaron   |
| 1999      | Kim Kirchen          | Jos Lucassen             | Laurens ten Dam   |
| 2000      | Giampaolo Cheula     | Frederico Berta          | Jan Ostergaard    |
| 2001      | Bradley Wiggins      | Timo Scholz              | Jan Ramsauer      |
| 2002      | Christian Weber      | Jan Ramsauer             | Steve Fogen       |
| 2003      | David Loosli         | Pieter Mertens           | Stefan Cohnen     |
| 2004      | Andy Schleck         | Roman Peter              | Michael Haas      |
| 2005      | Wolfram Wiese        | Marcin Sapa              | Laurent Didier    |
| 2006      | Geraint Thomas       | Wolfram Wiese            | Andrew Tennant    |
| 2007      | Boris Shpilevsky     | Tomasz Kiendyś           | Vitaliy Kondrut   |
| 2008      | Marcel Wyss          | Tejay van Garderen       | Denys Kostyuk     |
| 2009      | Simon Zahner         | Ben Gastauer             | Maint Berkenbosch |
| 2010      | Lasse Bøchman        | Mads Christensen         | Marten De Jonghe  |
| 2011      | Lasse Bøchman        | Harald Totschnig         | Bob Jungels       |
| 2012      | Bob Jungels          | Julian Kern              | Jure Golčer       |
| 2013      | Michael Valgren      | Mirco Saggiorato         | Joey Rosskopf     |
| 2014      | Gaëtan Bille         | Joel Zangerle            | Ludovic Robeet    |
| 2015      | Víctor de la Parte   | Jasper Ockeloen          | Gaëtan Bille      |
| 2016      | Sérgio Sousa         | Raphael Freienstein      | Serge Dewortelaer |
| 2017      | Mark Padun           | Riccardo Zoidl           | Rasmus Quaade     |
| 2018      | Gianni Marchand      | Stephan Rabitsch         | Jimmy Janssens    |
| 2019      | Quinten Hermans      | Toon Aerts               | Stef Krul         |
| 2020-2021 | No se disputó        | No se disputó            | No se disputó     |
| 2022      | Thibau Nys           | Thomas Bonnet            | Mika Heming       |
| 2023      | Pim Ronhaar          | Antoine Huby             | Márton Dina       |
| 2024      | Pim Ronhaar          | Lukas Rüegg              | Liam O'Brien      |
| 2025      | Martijn Rasenberg    | Thomas Mein              | Joppe Heremans    |

## Palmarés por países
| País         | Victorias |
| ------------ | --------- |
| Luxemburgo   | 18        |
| Países Bajos | 12        |
| Alemania     | 9         |
| Suiza        | 8         |
| Bélgica      | 6         |
| Dinamarca    | 5         |
| Italia       | 4         |
| Reino Unido  | 3         |
| Portugal     | 3         |
| Suecia       | 2         |
| Francia      | 1         |
| Rusia        | 1         |
| España       | 1         |
| Ucrania      | 1         |